# Вторая софистика
Вторая софистика (или новая софистика) — одна из эпох софистики, главными представителями которой были Лукиан Самосатский и Флавий Филострат. Датировать период принято от начала второго века («золотой век» Антонинов) и до конца века четвёртого. Представителями второй софистики обычно считают тех философов, которых в своей книге «Биография софистов» упоминал Филострат. Некоторые исследователи полагают, что вторая софистика уходит корнями в начало I века н. э. За эпохой новой софистики последовал так называемый период третьей софистики, или византийской риторики (V век).
Представители второй софистики отличались особым тщеславием, поскольку мудрствование в их век почиталось очень высоко, римские правители всячески поощряли софистов. Например, Элий Аристид говорил, что ему во сне явился бог, который объявил ему, что он равен гением Платону и Демосфену (Для второй софистики вообще характерно появление «вторых» Демосфенов и Платонов). А Апулей хвалился своей многосторонностью, по его словам, он испил в Афинах из многих чаш, вкусил прекрасный напиток поэзии, чистый — геометрии, нектар философии. Апулей говорил, что он с одинаковым усердием трудится на ниве девяти муз, подобно тому как Эмпедокл создавал поэмы, Платон — диалоги, Сократ — гимны…

## Предпосылки к возникновению
В 146 году до н. э. Эллада стала зависимой от Римской империи. Постепенно греческая культура все более тесно переплеталась с римской. Это касалось не только литературы, но и музыки, архитектуры, даже в религиозных вопросах влияние Греции на тот момент было огромно и распространялось на большую часть империи. В I и II веках н. э. в Греции и в Риме возникли предпосылки для возрождения ораторского искусства и вообще системы образования, этот всплеск во многом связан с переплетением обеих культур. В Риме стала поощряться учёба в Афинах и других греческих городах, что позволило греческим философам почувствовать большую свободу и уверенность в своих силах, так как учёные греки стали считаться почетной частью общества империи, но сохраняли свою культурную самобытность. Развитие же философской мысли в Риме позволяло римлянам причислять себя к наследникам древней философии Греции. Таким образом, вторая софистика позволяет говорить о появлении греко-римской культуры. Знание двух языков в этот период становится важным признаком образованности.

## Определение второй софистики

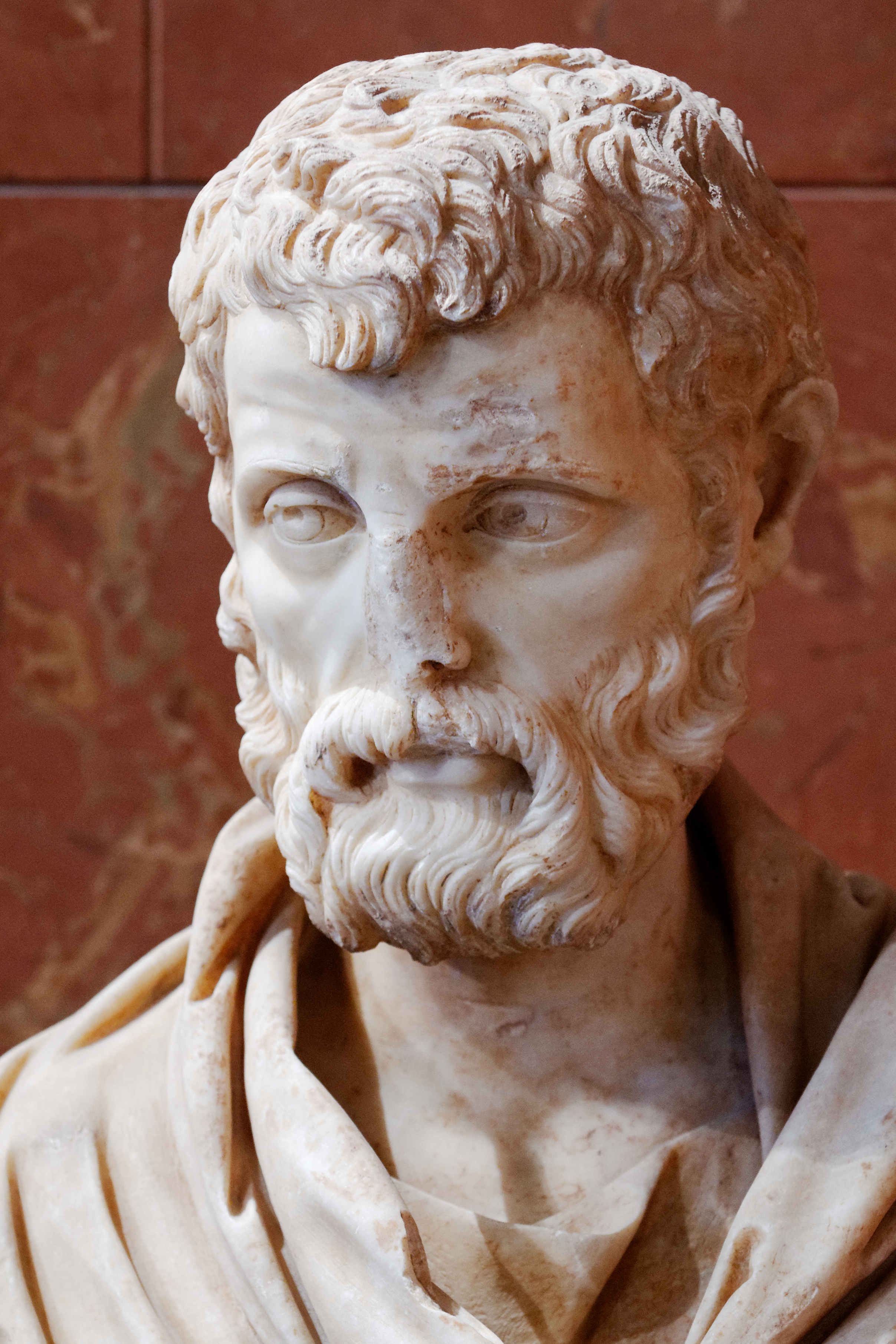
Герод Аттик, один из представителей второй софистики

Представители второй софистики подчеркивали важность обучения образованных граждан империи ораторскому искусству. В этот период популярными были два ораторских стиля — аттикизм, основанный на классических греческих канонах, и азианизм, или ионический стиль, пришедший в Афины из провинций Греции и отличавшийся большей эмоциональностью и изощренностью. Собственно, использование этого стиля вторыми софистами и дало главный толчок к изучению и выделению творчества вторых софистов в отдельный ряд немецкими исследователями второй половины XIX века. Эрвин Роде считал, что вторая софистика не принесла ничего нового, азианизмы использовал ещё ритор Гегесий. Виламовиц-Мёллендорф соглашался, что азианизм как явление действительно зародилось в Малой Азии, но римляне и греки по-своему интерпретировали азианизм в своей риторике, а вторые софисты провели своего рода аттическую реформу языка. Окончательно вторых софистов в самостоятельное течение выделил американец Глен Бауэрсок, рассматривавший вторую софистику не только как литературное, но прежде как социальное явление.
Вторая софистика развивалась в основном в трёх городах: Смирне, Афинах и Эфесе. Поэтому принято говорить и о трёх основных течениях развития риторики в эту пору.
Смирна в начале первого тысячелетия была важным экономическим и культурным центром. Несмотря на то, что среди основных представителей второй софистики нет уроженцев этого города, к школе Смирны традиционно относят Элия Аристида и Полемона Лаодикийского. Последний считается единственным софистом Смирны, который воспевал ионический стиль, а не традиционный для этой местности аттикизм.
Главным жанром оставалось торжественное красноречие, вторые софисты писали похвалы городам, памятникам, героям, но особенной популярностью пользовались хвалебные речи в честь малозначительных предметов: дыма, клопа, комара или мухи; по тому, как человек умел преподнести похвалу незначительному, определялся его талант в красноречии.

## Роман в творчестве вторых софистов
Одно время считалось, что авторами первых романов (любовных повестей) были именно представители второй софистики. Как выяснили учёные позже, романы писали ещё в III—II вв. до н. э., но со времен вторых софистов роман перестал был только массовым развлекательным чтением и приблизился к кругу настоящей литературы.
В этих романах четко разграничены злодеи и положительные герои. Сюжет историй был примерно одинаков и основывался на приключениях и злосчастиях влюбленной пары. Основной чертой всех произведений является эротизм. Для романа «Дафнис и Хлоя» присущи и психологические особенности.
Романы вторых софистов: «Херей и Каллироя» Харитона (в 8 книгах), «Габроком и Антия» Ксенофонта Эфесского (в 5 книгах), «Левкиппа и Клитофонт» Ахилла Татия (в 8 книгах), «Дафнис и Хлоя» Лонга (в 4 книгах), «Феаген и Хариклия» Гелиодора (в 10 книгах), а также «История Аполлония Тирского», «Вавилонская повесть» Ямвлиха и «Невероятные приключения по ту сторону Фулы» Антония Диогена. Кроме того, к этому же периоду относят единственный сохранившийся в полном объёме до наших дней латинский роман «Золотой осёл» Апулея.
Проза этого периода сознательно поэтизировалась авторами. В то же время поэзия вместе с развитием жанра романа, наоборот, становилась приближенной к прозе. Так, вторые софисты писали целые поэмы на прозаические темы: об охоте и рыбной ловле, о медицине и правилах стихосложения.

## Основные представители
- Лукиан Самосатский
- Элий Аристид
- Флавий Филострат
- Дион Хрисостом
- Герод Аттик
- Алкифрон
- Клавдий Элиан
- Апулей
- Афиней
- Диоген Лаэртский
- Авл Геллий
- Лонг (автор)
- Гелиодор (писатель)
- Ахилл Татий
- Харитон
- Оппиан
- Бабрий
- Квинт Смирнский
- Дионисий Периегет
- Павсаний (географ)
- Артемидор Далдианский
- Полиэн
- Арриан
- Аппиан
- Геродиан
- Дион Кассий
- Клавдий Птолемей
- Никомах Герасский
- Марк Аврелий
- Гален
- Александр Афродисийский
- Секст Эмпирик
- Максим Тирский
- Эпиктет
- Плутарх. Причисляется некоторыми специалистами.